# Bianca Pitzorno
Bianca Pitzorno (ur. 12 sierpnia 1942 w Sassari) – włoska pisarka, autorka książek dla dzieci i dla dorosłych, tłumaczka. Od 2002 ambasadorka UNICEF-u.
Jest uznawana „za jedną z najpopularniejszych i najciekawszych współczesnych włoskich autorek piszących dla młodych odbiorców”, a także - obok Roberta Piuminiego - za literacką spadkobierczynię Gianniego Rodariego. W swojej twórczości chętnie sięga do wątków autobiograficznych. Bohaterami jej książek dla dzieci są niemal zawsze rezolutne dziewczynki. Od 2004 pisze wyłącznie dla dorosłych (teksty dla dzieci opublikowane po tej dacie zostały napisane wcześniej).

## Życiorys
Urodziła się na Sardynii, ale od wielu lat jest związana z Mediolanem. Studiowała na Uniwersytecie w Cagliari, gdzie w 1968 obroniła pracę z zakresu archeologii prehistorycznej. Następnie ukończyła studia podyplomowe w Wyższej Szkole Komunikacji Społecznej w Mediolanie (specjalność: Kino i Telewizja). Przez wiele lat pracowała dla włoskiej telewizji RAI. Jest autorką tekstów teatralnych, scenariuszy kinowych i telewizyjnych, a także licznych przekładów (m.in. Tove Jansson, Tolkien, Sylvia Plath, David Grossman). W 1996 otrzymała tytuł doktora honoris causa Uniwersytetu Bolońskiego. Od 1970 do 2011 roku opublikowała ponad pięćdziesiąt tekstów dla dzieci i dorosłych, które zostały przetłumaczone na wiele języków w Europie, Ameryce Północnej i Azji.

## Nagrody
- 1985: Nagroda Andersena w kategorii najlepsza książka dla dzieci w wieku 6-9 lat za Magiczny domek (La casa sull’albero);
- 1986: Nagroda Andersena w kategorii najlepsza książka dla dzieci w wieku 6-9 lat za L’incredibile storia di Lavinia (Niezwykła historia Lavinii);
- 1988: Nagroda Cento za La bambola dell’alchimista (Lalka alchemika);
- 1992: Nagroda Andersena w kategorii najlepsza książka dla dzieci w wieku 9-12 lat za Posłuchaj mojego serca (Ascolta il mio cuore);
- 1995: Nagroda Andersena w kategorii najlepsza książka dla dzieci w wieku 9-12 lat za Diana, Cupido e il Commendatore (Diana, Kupidyn i Komandor);
- 2001: Nagroda Andersena w kategorii najlepsza książka dla dzieci w wieku 9-12 lat za Tornatrás.

## Polskie przekłady[6]
- Chlorofilka z błękitnego nieba (Clorofilla dal cielo blu), tłum. K. i E. Kabatcowie, Nasza Księgarnia, Warszawa 1981.
- Posłuchaj mojego serca (Ascolta il mio cuore), tłum. M. Mastrangelo, Wydawnictwo Skrzat, Kraków 2005.
- Poliksena i prosiaczek (Polissena del Porcello), tłum. D. Ściborowska-Wytrykus, Prószyński i S-ka, Warszawa 2006.
- Magiczny domek (La casa sull’albero), tłum. J. Raban, Prószyński i S-ka, Warszawa 2007.